# Гудімов
«Гудімов» — український гурт, учасники якого зібралися разом у 2004 році. Гурт заснований колишнім гітаристом «Океану Ельзи» Павлом Гудімовим.

## Історія
Гурт «Гудімов» вперше зібрався восени 2004 року, коли Павло Гудімов ще грав у складі хедлайнера української рок-сцени «Океан Ельзи», одним із засновників якої він є. Іншими учасниками гурту стали бас-гітарист Денис Левченко та ударник Слава Васильєв. Свій стиль музиканти визначали як поп-рок, рясно заправлений фанком, електро, диско і соулом.
За роки існування гурт випустив два альбоми: «Трампліни» (2005) і «Монополія» (2007), а також випустив 7 відео: «Серце, не спи», «Коротка розмова», «Не політика», «Зв'язок», «Сумую», «Навесні», «Аризона». У квітні 2005 року кліп на пісню «Коротка розмова» потрапив до книги рекордів Гіннеса за рекордно швидку зйомку: його було знято, змонтовано і показано в ефірі телеканалу М1 усього за 3 години 28 хвилин. Відео на пісню «Баста» з альбому «Монополія» з'явилося в березні 2008 року і стало результатом конкурсу молодих режисерів, оголошеного Павлом Гудімовим 2007 року. Відео анонсували як найвідвертіший український кліп, в якому всі 3 хвилини відео — це безперервна сцена кохання. Режисером кліпу став 23-річний Віто Бакін з Івано-Франківська.
2010 року гурт представив пісню «Жовтий-жовтий лимон» та анонсував восени новий альбом з назвою «Жовтий». Декілька пісень з нового альбому було викладено на офіційному сайті гурту, але повністю альбом так і не було видано.
Після 2013 року гурт не провадив ніякої активності, хоча офіційного оголошення про припинення діяльності не було. Сам Павло пізніше казав в інтерв'ю, що він втратив інтерес до такого роду музики.

## Склад
- Павло Гудімов — вокал, гітара, клавішні
- Слава Васильєв — ударні, перкусія, бек-вокал
- Олексій Євсєєв — бас-гітара, бек-вокал
- Роман Шебанов — гітара, клавішні, бек-вокал

## Колишні учасники
- Денис Левченко — бас-гітара, бек-вокал

## Дискографія
- 2005 Трампліни
- 2007 Монополія
- Жовтий (неопублікований)

## Кліпи
- Коротка розмова (2005)
- Не політика (2005)
- Серце, не спи (2005)
- Зв'язок (2006)
- Зв'язок (меланхолія) (2006)
- Сумую (2006)
- Навесні (2007)
- Аризона (2007)
- Баста (2008)